# Melissoptila amazonica
Melissoptila amazonica är en biart som beskrevs av Urban 1998. Melissoptila amazonica ingår i släktet Melissoptila och familjen långtungebin. Inga underarter finns listade i Catalogue of Life.